# 次硝酸
亚硝酰酸或次硝酸是一种无机化合物，化学式為{\displaystyle {\ce {HNO}}}，结构式H−N=O，pKa為 11.4，共軛鹼為{\displaystyle {\ce {NO-}}}。{\displaystyle {\ce {NO-}}}和氧氣是等電子體，常作為反應中間體。在氧化還原反應的對應氧化產物為一氧化氮（{\displaystyle {\ce {NO}}}）。與硝酸和亞硝酸不同，次硝酸没有氧－氫键。次硝酸的氮－氫鍵離解能是207 kJ/mol。
次硝酸對親核體（尤其是硫醇）非常活潑，會迅速二聚合生成連二次硝酸{\displaystyle {\ce {H2N2O2}}}，然後脫水生成笑氣（{\displaystyle {\ce {N2O}}}），因此次硝酸通常現製現用，如利用三氧連二硝酸鈉 （{\displaystyle {\ce {Na2N2O3}}}）和苯磺酰异羟肟酸（{\displaystyle {\ce {PhSO2NHOH}}}）反應制取。
次硝酸有助治療心臟衰竭。目前研究關注於尋找新的次硝酸前體。有研究發現四乙酸鉛氧化環己酮肟可生成1-亞硝基環己基乙酸，在鹼性條件在緩衝溶液水解生成次硝酸、乙酸和環己酮：
其他有關次硝酸研究的先行者包括長澤等人。研究發現苯磺酰异羟肟酸會受熱分解成次硝酸。另一個值得注意的關於生產次硝酸的研究來自托斯卡諾等人，他們人工合成亞硝基酰類的環加成物（已知該物質可水解生成次硝酸和酰酸）。這些化合物被光解並釋放亞硝基酰類物質，進一步分解。